# Harold Pinter Theatre
L'Harold Pinter Theatre, precedentemente noto come Comedy Theatre o Royal Comedy Theatre, è un teatro sito nella città di Westminster del West End di Londra. Il teatro, progettato da Thomas Verity, fu costruito in soli sei mesi in mattoni e stucco. Nonostante un significativo restauro nel 1955, il teatro mantiene ancora la struttura originale, una sala a ferro di cavallo con tre gallerie.

## Storia
Le strade tra Leicester Square e Haymarket godevano da tempo di una cattiva reputazione, ma entro il 1881 le imprese di dubbia moralità erano state chiuse. J. H. Addison possedeva un lotto di terra nella zona e commissionò a Thomas Verity la costruzione di un teatro. Il teatro, costruito in soli sei mesi, aveva una capienza di 1186 spettatori, poi ridotta a 796. Il progetto iniziale prevedeva l'installazione della moderna luce elettrica, ma il piano fu abbandonato per motivi non specificati e il teatro dovette contare sulla luce a gas nella prima parte della sua attività. Il 15 ottobre 1881 l'opera comica di Edmond Audran La Mascotte inaugurò il teatro, inizialmente chiamato Royal Comedy Theatre ma ribattezzato semplicemente Comedy Theatre dopo tre anni dall'apertura, dato che non possedeva della patente reale per fregiarsi dell'appellativo di "Royal".
L'inizio del ventesimo secolo segnò un cambiamento nella programmazione del teatro, che abbandonò la commedia leggera per dedicarsi ai classici e al teatro d'avanguardia. Nel 1901 Frank Benson e la sua compagnia dedicarono una stagione all'opera di Shakespeare. Gli anni dieci videro il teatro registrare grandi successi di pubblico con spettacoli che, come Peg o' My Heart, See-Saw! e Tails Up, rimasero in cartellone per diverse centinaia di rappresentazioni. Il teatro divenne noto anche per i suoi tentativi di registrare le severe regole di censura attive in Inghilterra. Infatti, secondo il Theatres Act del 1843, ogni opera teatrale in scena nel West End doveva essere approvata dall'ufficio del Lord Ciambellano per poter raggiungere le scene. Il Comedy Theatre fondò quindi il New Watergate Club nel 1956, dato che le regole di censure non si applicavano a imprese note come club, ma sono ai teatri. Gli anni cinquanta videro il teatro ospitare le prime londinesi di opere teatrali statunitense come Uno sguardo dal ponte di Arthur Miller e La gatta su tetto che scotta di Tennessee Williams, oltre che prime di commedie britanniche come Esercizio a cinque dita di Peter Shaffer.
Nel 1972 l'edificio fu dichiarato monumento classificato di secondo grado. Nel 2013 l'Ambassador Theatre Company ha rinominato il teatro da Comedy Theatre ad Harold Pinter Theatre, in onore del drammaturgo Premio Nobel. Oltre alla prosa, il teatro è stato occupato anche produzioni di musical, tra cui The Rocky Horror Show (2007) e Sunset Boulevard (2008). Il ventunesimo secolo ha visto grandi attori calcare il palco dell'Harold Pinter Theatre e tra loro anche Mark Rylance, Imelda Staunton, Kristin Scott Thomas, Keira Knightley, Ben Whishaw, Andrew Scott, Toby Jones, Richard Armitage ed Ian McKellen. Dal 2018 al 2019 il regista Jamie Lloyd ha affittato il teatro per portare in scena tutti gli atti unici di Harold Pinter in una fortunata stagione chiamata "Pinter at the Pinter", culminata con un acclamato allestimento di Tradimenti con Tom Hiddleston, Zawe Ashton e Charlie Cox, in seguito riproposto anche a Broadway.